# Matthias Gretz
Matthias Gretz (Haunstetten, rond 1480 – München, 1543; ook wel Mathias Kretz) was een Duits Rooms-katholiek theoloog, filosoof en dichter.

## Biografie
Gretz leerde zich vroeg het Hebreeuws en Grieks aan. Hij studeerde van 1504 tot 1512 theologie aan de Universiteit van Wenen en de Eberhard-Karls-Universiteit te Tübingen. In Polling doceerde Mathias Gretz bellettrie van 1513 tot 1516; in 1518 werd hij Bachelor of Theology alsook Master of Theology. Aan de Universiteit van Ingolstadt, waarop hij ook heeft gezeten, werd hij leraar in de filosofie; daar verkreeg hij ook zijn doctorstitel in de filosofie. In 1519 werd Gretz als prediker naar Augsburg beroepen, daarna kreeg hij deze functie ook in München. Daar werd hij in 1533 tot decanaat benoemd en stierf in het jaar 1543. Gretz was lid van de Gesellschaft von Gelehrten. In de Rijksdag van Augsburg (1530) werd Gretz door de hertog Willem IV van Beieren beroepen.

## Publicaties (selectie)
- Ain sermon, inhaltend etlich sprüch der schrifft von dem fegfewr (Augsburg, 1524)
- Ain sermon von der peicht, ob sie Gott gebotten hab (Augsburg, 1524)
- Von der Mesz unnd wer der recht priester sey, der Meß habe (Augsburg, 1524)
- Brevis et plana sacratissimae missae elucidatio (Augsburg, 1535)
- Ein sermon von dem Turckenzug (Landshut, 1533)